# Давид Стрелец
Давид Стрелец (словац. David Strelec, нар. 4 квітня 2001, Нове Замки, Словаччина) — словацький футболіст, форвард італійського клубу «Спеція» та національної збірної Словаччини.

## Клубна кар'єра
Давид Стрелец є вихованцем столичного клубу «Слован». У серпні 2018 року Давид дебютував у першій команді. Разом з командою Стрелец тричі ставав чемпіоном Словаччини та виграва Кубок країни.
У лютому 2021 року французьке видання L'Équipe внесло Давида Стрелеца до переліку 50-ти найбільш талановитих футболістів, що народилися після 1 січня 2001 року.
31 серпня 2021 року перейшов до італійської «Спеції».

## Збірна
Давид Стрелец регулярно викликався на матчі юнацьких та молодіжної збірних Словаччини. У березні 2021 року у матчі відбору до чемпіонату світу 2022 року проти команди Кіпру Стрелец дебютував у національній збірній Словаччини. У своєму другому матчі за збірну проти Мальти форвард відзначився першим забитим голом.

## Статистика виступів

### Статистика виступів за збірну
Станом на 5 вересня 2021
| Дата      | Місто           | Господарі  | Результат | Гості      | Турнір            | Голи | Примітки |
| --------- | --------------- | ---------- | --------- | ---------- | ----------------- | ---- | -------- |
| 24-3-2021 | Нікосія         | Кіпр       | 0 – 0     | Словаччина | Відбір до ЧС 2022 | -    | 84'      |
| 27-3-2021 | Трнава          | Словаччина | 2 – 2     | Мальта     | Відбір до ЧС 2022 | 1    | 49'      |
| 30-3-2021 | Трнава          | Словаччина | 2 – 1     | Росія      | Відбір до ЧС 2022 | -    | 90+2'    |
| 1-6-2021  | Рід-ім-Іннкрайс | Словаччина | 1 – 1     | Болгарія   | товариський матч  | -    | 46'      |
| 1-9-2021  | Любляна         | Словенія   | 1 – 1     | Словаччина | Відбір до ЧС 2022 | -    | 76'      |
| 4-9-2021  | Братислава      | Словаччина | 0 – 1     | Хорватія   | Відбір до ЧС 2022 | -    | 88'      |
| Усього    |                 | Матчів     | 6         |            | Голів             | 1    |          |

## Досягнення

### Командні
Слован (Братислава)
 Чемпіон Словаччини (5): 2018/19, 2019/20, 2020/21, 2023/24, 2024/25
 Переможець Кубка Словаччини (2): 2019/20, 2020/21

### Індивідуальні
- Найкращий бомбардир Словацької Суперліги (1): 2024/25 (20 голів)